# Cissus paucinervia
Cissus paucinervia é uma espécie de  planta do gênero Cissus e da família Vitaceae.

## Taxonomia
A espécie foi descrita em 1996 por Julio Antonio Lombardi.

## Forma de vida
É uma espécie terrícola e trepadeira.

## Conservação
A espécie faz parte da Lista Vermelha das espécies ameaçadas do estado do Espírito Santo, no sudeste do Brasil. A lista foi publicada em 13 de junho de 2005 por intermédio do decreto estadual nº 1.499-R.

## Distribuição
A espécie é endêmica do Brasil e encontrada nos estados brasileiros de Alagoas, Bahia, Espírito Santo, Minas Gerais e Rio de Janeiro.
A espécie é encontrada no domínio fitogeográfico de Mata Atlântica, em regiões com vegetação de floresta ombrófila pluvial.